# Gérard Barray
 (octobre 2024).
Gérard Barray est un acteur français né le 2 novembre 1931 à Toulouse (Haute-Garonne) et mort le 15 février 2024 à Marbella (Espagne).
Vedette populaire du cinéma de cape et d’épée des années 1960, Gérard Barray est notamment connu pour ses rôles de d'Artagnan dans Les Trois Mousquetaires, Pardaillan dans Le Chevalier de Pardaillan et Hardi ! Pardaillan ou Surcouf dans Surcouf, le tigre des sept mers et Tonnerre sur l'océan Indien, avant de se tourner vers le genre policier, avec des films comme Sale temps pour les mouches et Béru et ces dames,  et les thrillers tels Tendres Requins ou Le Témoin. 
Il a également joué au théâtre dans L'Aigle à deux têtes de Jean Cocteau et plusieurs de l'émission Au théâtre ce soir au cours des années 1970.

## Biographie

### Jeunesse et études
Gérard Marcel Louis Barraillé naît le 2 novembre 1931 à Toulouse (Haute-Garonne). Son père, originaire de Mazamet, est ingénieur des arts et métiers et dirige une usine à Toulouse. Sa mère, née à Montauban, est titulaire d'une licence de français-latin-grec. Ses parents se séparent assez rapidement, sa mère décide de retourner à Montauban avec son fils. Elle reprend des études pour devenir sage-femme et dirige par la suite une clinique d'accouchement.
Vers l'âge de quinze ans, Gérard Barray découvre le jazz et la passion qu'il éprouve pour ce genre musical ne se démentira jamais ; il participe à quelques spectacles dans des cabarets, tout en poursuivant ses études, il obtient le baccalauréat à la faculté de Toulouse. Il entame alors des études pour devenir médecin-obstétricien et succéder à sa mère à la tête de la clinique, mais il n'est pas vraiment motivé. Ses goûts le portent plutôt vers le théâtre et la comédie. Il prend conseil auprès de Camille Ricard, comédienne devenue professeur au conservatoire de Toulouse, qui lui conseille de se rendre à Paris muni d'une lettre de recommandation pour un de ses amis, Noël Roquevert. Ce dernier lui fait travailler quelques scènes, devant partir en tournée, le fait admettre au cours Simon. Quatre ans plus tard, il obtient le prix du Jury.
Afin de gagner sa vie, il se produit parallèlement comme pianiste dans des cabarets, comme L'Écluse.

### Carrière
Gérard Barray fait ses débuts sur scène en 1955 dans L'Éventail de Lady Windermere d'Oscar Wilde au théâtre Hébertot, tout en décrochant quelques figurations au cinéma.
En 1959, à son retour du service militaire en Algérie, il tourne son premier rôle important dans L'Eau à la bouche de Jacques Doniol-Valcroze. L'année suivante, il succède à Jean Marais dans L'Aigle à deux têtes, pièce de Jean Cocteau qui, quatorze ans après sa création, est reprise au théâtre Sarah-Bernhardt, toujours avec Edwige Feuillère.
En 1961, après s'étant formé à l'escrime avec Claude Carliez et au combat avec Henri Cogan, il campe le rôle du duc de Vallombreuse dans le film de Pierre Gaspard-Huit, Le Capitaine Fracasse, devenant après Jean Marais l'un des acteurs emblématiques du genre. Il excelle dès lors dans les rôles de chevalier au grand cœur, incarnant d'Artagnan dans la Les Trois Mousquetaires de Bernard Borderie, Pardaillan dans Le Chevalier de Pardaillan (1962) et Hardi ! Pardaillan (1964) également de Bernard Borderie, ou encore Robert Surcouf dans Surcouf, le tigre des sept mers et Tonnerre sur l'océan Indien (1966) de Sergio Bergonzelli et Roy Rowland. Au total, il pratique le genre dans une dizaine de longs-métrages qui pour la plupart sont des succès du box-office, largement diffusés à l'étranger[réf. nécessaire].
Les films de cape et d'épée ayant moins de succès, il interprète le commissaire San-Antonio dans Sale temps pour les mouches (1966) puis Béru et ces dames (1968) de Guy Lefranc, d'après les romans de son ami Frédéric Dard qui lui donne la réplique dans un des sketches du téléfilm Histoires à mourir debout diffusé sur la Télévision suisse romande en 1985 et préface Le Héros de l'amour, spectacle écrit et interprété par Gérard Barray en 1990.
En 1969, il décroche son dernier rôle majeur dans Le Témoin d'Anne Walter : Van Britten, un mystérieux conservateur de musée qui séduit une jeune professeur d'anglais, jouée par Claude Jade. Pour Claude Berri, il incarne Richard, un acteur super star et plutôt capricieux, dans Le Cinéma de papa (1970). Dans les années 1970, il participe à plusieurs pièces de l'émission télévisée Au théâtre ce soir, dont La Reine galante (1974) d'André Castelot, dans le rôle de François Ier.
Gérard Barray s'installe en Espagne dans les années 1990, il apparaît dans quelques films et séries télévisées. En 2018, il publie un roman : L'Artiste : la mariée dormait encore aux éditions Christian Navarro.

### Mort
Gérard Barray meurt le 15 février 2024 à Marbella (Espagne) à l'âge de 92 ans,.

### Vie privée
Gérard Barray épouse en juillet 1965 à la mairie de Montauban la danseuse et actrice Teresa Lorca, rencontrée sur le tournage des Mercenaires du Rio Grande. Le couple a deux enfants : Marie et Julien.

## Théâtre
- 1955-1956 : L'Éventail de Lady Windermere d'Oscar Wilde, mise en scène Marcelle Tassencourt, théâtre Hébertot puis théâtre Daunou : Lord Windermere (an alternance avec Pierre Vaneck)
- 1960 : L'Aigle à deux têtes de Jean Cocteau, mise en scène de l'auteur, théâtre Sarah-Bernhardt : Stanislas
- 1971 : Restons Française de Francis Lopez, théâtre des Capucines
- 1972 : L'Été où il fait froid, mise en scène François Darbon, théâtre Le Kaléidoscope (Paris)
- 1973 : Dom Juan de Molière, mise en scène Régis Anders, Festival d'Orge
- 1973 : Madame Sans-Gêne de Victorien Sardou et Émile Moreau, mise en scène Michel Roux, théâtre de Paris : Neipperg
- 1973 : La Complice de Louis C. Thomas et Jacques Rémy, mise en scène Jacques Ardouin, théâtre Daunou
- 1974 : Et maintenant… à la tour de Nesle de Raymond Paquet et René Brant d'après Alexandre Dumas, mise en scène Raymond Paquet : Buridan
- 1990 : Le Héros de l'amour de Gérard Barray, théâtre de Montauban

## Filmographie

### Cinéma
- 1955 : Chantage de Guy Lefranc : un gigolo
- 1955 : Série noire de Pierre Foucaud : l'homme de main du corse
- 1955 : Coup dur chez les mous de Jean Loubignac : figuration
- 1957 : Les Collégiennes d'André Hunebelle
- 1960 : L'Eau à la bouche de Jacques Doniol-Valcroze : Miguel Baran
- 1961 : Le Capitaine Fracasse de Pierre Gaspard-Huit : le duc de Vallombreuse
- 1961 : Les Trois Mousquetaires de Bernard Borderie : d'Artagnan
- 1961 : Les Frères corses (I Fratelli Corsi) d'Anton Giulio Majano : Giovanni Sagona
- 1962 : Le Chevalier de Pardaillan de Bernard Borderie : le chevalier Jean de Pardaillan
- 1963 : Shéhérazade de Pierre Gaspard-Huit : Renaud de Villecroix
- 1963 : Scaramouche (La Máscara de Scaramouche) d'Antonio Isasi-Isasmendi : Scaramouche
- 1964 : Alerte à Gibraltar de Pierre Gaspard-Huit : Frank Jackson
- 1964 : Hardi ! Pardaillan de Bernard Borderie : le chevalier Jean de Pardaillan
- 1965 : Les Mercenaires du Rio Grande (Der Schatz der Azteken/Die Pyramide des Sonnengottes) de Robert Siodmak : le comte Alfonso di Rodriganda y Sevilla
- 1966 : Baraka sur X 13 de Maurice Cloche : Serge Vadile
- 1966 : Sale temps pour les mouches de Guy Lefranc : le commissaire San-Antonio
- 1966 : Surcouf, le tigre des sept mers (Surcouf, l'eroe dei sette mari) de Sergio Bergonzelli et Roy Rowland : Robert Surcouf
- 1966 : Tonnerre sur l'océan Indien (Il Grando colpo di Surcouf) de Sergio Bergonzelli et Roy Rowland : Robert Surcouf
- 1967 : Tendres Requins (Zärtliche Haie) de Michel Deville : Gregory
- 1968 : Flammes sur l'Adriatique d'Alexandre Astruc : Michel Masic
- 1968 : Béru et ces dames de Guy Lefranc : le commissaire San-Antonio
- 1969 : Le Témoin d'Anne Walter : Van Britten
- 1970 : Week-end pour Elena (Helena y Fernanda) de Julio Diamante : Carlos
- 1970 : El Triangulito de José María Forqué : Sabino
- 1970 : Le Cinéma de papa de Claude Berri : Richard
- 1972 : Meurtres au soleil (Un verano para matar) d'Antonio Isasi-Isasmendi : le professeur de Tania
- 1977 : Pourquoi ? d'Anouk Bernard : le pharmacien
- 1982 : Othello (Othello, el comando negro) de Max-Henri Boulois : Ludovic Stafford
- 1997 : Ouvre les yeux (Abre los ojos) d'Alejandro Amenábar : Duvernois
- 2000 : Sexy Beast de Jonathan Glazer : un officier espagnol
- 2001 : No te fallaré de Manuel Ríos San Martín : Leo Barthel
- 2001 : El Paraíso ya no es lo que era de Francisco Betriú : Sadomasoquista
- 2003 : Galindez (El Misterio Galíndez) de Gerardo Herrero : Jorge Uria

### Télévision

#### Téléfilm
- 1962 : La Dame aux camélias de François Gir : Armand Duval

#### Au théâtre ce soir
- 1972 : Je viendrai comme un voleur de Georges de Tervagne, mise en scène Jacques-Henri Duval, réalisation Pierre Sabbagh, théâtre Marigny
- 1974 : Madame Sans-Gêne de Victorien Sardou et Émile Moreau, mise en scène Michel Roux, réalisation Georges Folgoas, théâtre Marigny
- 1974 : La Reine galante d'André Castelot, mise en scène Michel Roux, réalisation Georges Folgoas, théâtre Marigny
- 1975 : La Complice de Jacques Rémy d'après un roman de Louis C. Thomas, mise en scène Jacques Ardouin, réalisation Pierre Sabbagh, théâtre Édouard-VII
- 1981 : Danse sans musique de Richard Puydorat et Albert Gray d'après Peter Cheyney, mise en scène René Clermont, réalisation Pierre Sabbagh, théâtre Marigny
- 1981 : À cor et à cri de Jean Baudard, mise en scène Daniel Crouet, réalisation Pierre Sabbagh, théâtre Marigny

#### Séries télévisées
- 1972 : La Manège de Port-Barcarès de Pierre Cosson : Bruno Fontan
- 1991 : Cas de divorce, épisode Ferrault contre Duliège : Léon Duliège
- 1993 : Nestor Burma (série télévisée), saison 2, épisode 7 : Retour au bercail de Pierre Koralnik : Dorville
- 1999 : Periodistas (1 épisode)
- 1999 : El secreto de la porcelana de Roberto Bodegas : le père Laborde
- 2006 : El Comisario : Didier Bonnard Sr (2 épisodes)
- 2006 : 13 puñaladas de José Ramos Paíno
- 2006 : Eva del principio al fin d'Alfonso Arandia

## Décoration
- Officier de l'ordre des Arts et des Lettres (2010)[5].